# Klavdiya Boyarskikh
Klavdiya Boyarskikh (em russo: Кла́вдия Серге́евна Боя́рских) (Verkhnyaya Pyshma, 11 de novembro de 1939 - Ecaterimburgo, 12 de dezembro de 2009) foi uma esquiadora soviética, três vezes campeã olímpica em sua modalidade.
Venceu todas as medalhas de ouro posíveis de esqui cross-country nos Jogos Olímpicos de Inverno de 1964 (10, 5, e 3x5 km).